# Grand Prix-wegrace van Le Mans
De Grand Prix van Le Mans voor motorfietsen was een motorsportrace, die in 1991 eenmalig werd verreden als vervanger voor de Grand Prix van Brazilië en meetelde voor het wereldkampioenschap wegrace. Het evenement vond plaats op het Circuit Bugatti.

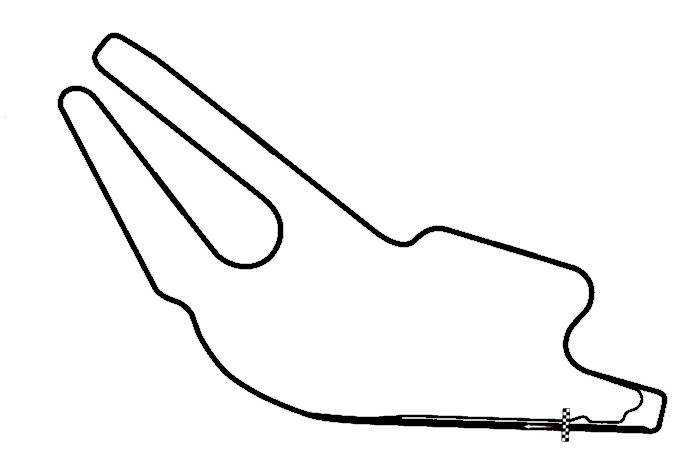
Circuit Bugatti (1991-1996)

## Statistiek
| Editie | Seizoen | Circuit | Klasse  | Winnaar                         | Tweede                          | Derde                           | Poleposition                    | Snelste ronde                   |
| ------ | ------- | ------- | ------- | ------------------------------- | ------------------------------- | ------------------------------- | ------------------------------- | ------------------------------- |
| 1      | 1991    | Le Mans | 250 cc  | Helmut Bradl (Honda)            | Carlos Cardús (Honda)           | Luca Cadalora (Honda)           | Luca Cadalora (Honda)           | Helmut Bradl (Honda)            |
| 1      | 1991    | Le Mans | 500 cc  | Kevin Schwantz (Suzuki)         | Mick Doohan (Honda)             | Wayne Rainey (Yamaha)           | John Kocinski (Yamaha)          | Mick Doohan (Honda)             |
| 1      | 1991    | Le Mans | Zijspan | Biland / Waltisperg (LCR-Honda) | Michel / Birchall (LCR-Krauser) | Webster / Simmons (LCR-Krauser) | Biland / Waltisperg (LCR-Honda) | Michel / Birchall (LCR-Krauser) |

## Noot
1. ↑  Officieel vond er geen telling plaats